# Cocaína
La cocaína, benzoilmetilecgonina según la denominación común internacional (benzoil-metil-ecgonina), también conocida simplemente como coca, es un alcaloide tropano y fuerte estimulante utilizado sobre todo como droga recreativa. Las formas más comunes de consumo son inhalación, insuflación o inyección en vena en forma de clorhidrato de cocaína, pasta básica de cocaína y crack. 
Los efectos mentales que provocan incluyen la pérdida de contacto con la realidad, agresividad, la agudización del estado de alerta y manía persecutoria, una intensa sensación de felicidad y agitación psicomotriz. Los síntomas a nivel físico son una rápida frecuencia cardiaca, sudoración y dilatación de las pupilas y altas dosis pueden provocar una tensión arterial alta y el aumento de la temperatura corporal. Los efectos comienzan apenas unos segundos (o minutos) después de su consumo y duran entre cinco y noventa minutos. Aunque la mayor parte de su consumo se realiza de forma ilegal, la cocaína tiene un pequeño número de usos médicos aceptados como anestésico tópico y antihemorrágico durante cirugías nasales, entre otras.
La cocaína es muy adictiva, debido a su efecto sobre la vía mesolímbica del cerebro, y existe un alto riesgo de sufrir dependencia, aunque el periodo de consumo haya sido corto. Su uso también aumenta el riesgo de accidente cerebrovascular, infarto de miocardio, problemas pulmonares en los fumadores, infecciones sanguíneas y paro cardiorrespiratorio súbito. La cocaína que se vende en la calle se mezcla habitualmente con anestésicos locales, almidón de maíz, quinina, levamisol o azúcar, que pueden dar lugar a un aumento de la toxicidad. Tras consumir dosis de forma repetida, la persona puede ver disminuida su capacidad de sentir placer (anhedonia) y estar muy cansada físicamente. La cocaína es un estimulante del sistema nervioso central y un supresor del apetito. Actúa mediante la inhibición de la recaptación de la serotonina, la norepinefrina y la dopamina; esto se traduce en mayores concentraciones de estos tres neurotransmisores en el cerebro. Puede cruzar fácilmente la barrera hematoencefálica, aunque también puede dañarla. La cocaína se fabrica a partir de las hojas de la planta de la coca que se cultiva principalmente en América del Sur, y en 2013, 419 kilogramos de cocaína fueron producidos de forma legal, mientras que el valor de la cocaína comercializada en el mercado negro se estima en entre 100 000 y 500 000 millones de dólares estadounidenses cada año. El crack se obtiene a partir de la cocaína.
Después de la marihuana, la cocaína es la droga ilegal más consumida a nivel mundial, ya que se calcula que entre 18 y 22 millones de personas utilizaron la sustancia en 2014, con América del Norte como su principal consumidor, seguido de Europa y América del Sur. Se estima que entre el 1 y el 3 % de los habitantes del mundo desarrollado han probado la cocaína en algún momento de su vida y cada año, es la responsable directa de miles de muertes. Las hojas de la planta de la coca llevan siendo utilizadas por los habitantes del actual Perú desde la antigüedad, aunque para aislar la cocaína de la hoja habría que esperar hasta 1860. Desde 1961, está incluida en la Convención Única sobre Estupefacientes, con el fin de combatir su tráfico y consumo.

## Origen
La cocaína es un alcaloide que se extrae de las plantas de la coca (en quechua: kuka), dos especies con cuatro variedades de singular importancia económica, social y cultural en América del Sur, especialmente en Argentina, Bolivia, Brasil, Colombia, Ecuador y Perú. Las hojas de la coca se mastican por sus propiedades estimulantes del sistema nervioso central, antivirales, cardiotónicas, anestésicas, analgésicas y para tratar el mal de la altura, entre otras.
Existen más de 250 especies del género Erythroxylum, de las cuales 4 son cultivadas y contienen el alcaloide:
- Erythroxylum coca (coca huánuco o coca boliviana):[26] Originaria de Bolivia y Perú, además de ser cultivada en Colombia para procesar cocaína.
- Erythroxylum coca var. ipadu (coca amazónica): Originaria de zonas cercanas al río Amazonas.
- Erythroxylum novogranatense (coca colombiana):[27] Originaria de Colombia y Ecuador.
- Erythroxylum novogranatense var. truxillense (coca de Trujillo): Originaria de la vertiente oriental de la cordillera de los Andes y el Perú.

Se ha identificado la presencia de cocaína en otras 20 especies silvestres del género, entre ellas destacan:
- Erythroxylum gracilipes Peyr., 1878[30]
- Erythroxylum steyermarkii Plowman, 1982[31]
- Erythroxylum laetevirens O.E.Schulz, 1907, con 0,011 % p/p de cocaína[32]

## Usos y formas en que se encuentra
La cocaína es un estimulante que funciona mediante la modulación de la dopamina, un neurotransmisor que se encuentra en ciertas zonas y neuronas del cerebro. Ha sido llamada la droga de los años setenta, ochenta y noventa por su gran popularidad y uso durante esas décadas. Sin embargo, la cocaína no es una droga nueva. En realidad, existe desde hace más de 100 años, mientras que las hojas de la coca se han usado durante miles de años y no como estimulante recreativo, sino como hierba medicinal y para la elaboración de infusiones.

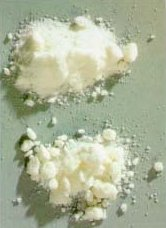
Cocaína en polvo.

A mediados del siglo XIX, se extrajo por primera vez la cocaína pura de la hoja de la planta Erythroxylon, que crece principalmente en Bolivia, Colombia y Perú. A principios del siglo XX, la cocaína se convirtió en el ingrediente principal en la mayoría de los tónicos y elixires que se crearon para tratar numerosas enfermedades, incluyendo el Vin Mariani. En la actualidad es una droga clasificada bajo la Lista I en Estados Unidos (Schedule I) junto con otras sustancias como el LSD. Su estatus ilegal impide su uso en humanos bajo cualquier circunstancia, aunque tenga usos médicos y en otros países como Reino Unido se use por ejemplo como anestesia local en ciertos tipos de cirugías de los ojos, oídos y garganta. Su efecto estimulante es mucho más potente, pero menor en duración al de la anfetamina y metanfetamina, aunque esta última sí tenga un estatus legal en Estados Unidos.
Básicamente, hay dos formas químicas de la cocaína: las sales y los cristales de cocaína (como base libre). El clorhidrato, la forma más común del polvo de cocaína, se disuelve en agua, y cuando se abusa, puede ser usada en forma intravenosa (por venas) o intranasal (por las fosas nasales). La base libre se refiere a un compuesto que no ha sido neutralizado por ácido para producir la sal correspondiente. Esta forma de la cocaína se puede fumar, ya que no se descompone como sí lo hace el clorhidrato.
La cocaína usualmente se vende en la calle ilegalmente en forma de un polvo blanco, fino y cristalino. Los traficantes generalmente la mezclan con otras sustancias, tales como maicena, talco o azúcar; o con ciertas drogas como la procaína (un anestésico local de estructura química parecida), o con otros estimulantes, como las anfetaminas (por ejemplo, metanfetamina). También se vende en una forma llamada «crack», roca, y bazuco (en Colombia y el Caribe), pasta base en Argentina, Uruguay y Chile, en forma de piedrecitas blancas o amarillas procesada con amoniaco o bicarbonato de sodio, que generalmente se fuma en pipa de vidrio, en papel de aluminio o en pipas artesanales.
Los efectos son inmediatos y consisten en una elevación de la autoestima y la confianza en uno mismo, acompañado de una gran locuacidad, excitación (pudiendo llegarse a una irritabilidad extrema). El efecto dura relativamente poco tiempo (unos 30-60 min) y, en cuanto empieza a declinar, el sujeto experimenta ansiedad por recibir otra dosis. A largo plazo, su uso descontrolado produce adicción, ataques de pánico, trastornos mentales e incluso, la muerte, bien sea por efectos fisiológicos directos (sobredosis), o bien por inducción al suicidio.

## Elaboración y consumo
El contenido de alcaloides en la planta está entre 0,1 y 0,8 %, siendo el componente principal la cocaína. La fórmula química de la cocaína es benzoilecgonina metil éster levógira o también (2R,3S)-3-benzoil-2-carboxil-oxitropano metil éster y tiene fórmula empírica C17H21NO4. Además contiene cinamilcocaína, benzoilecgonina, truxilina, así como el alcaloide anexo, tropacocaína. La planta de la coca es cultivada en Sudamérica y Java en alturas entre 600 a 1000 metros. Los principales países de cultivo son Perú, Bolivia, Colombia e Indonesia.
Para la elaboración y consumo de la cocaína se conocen diferentes métodos y preparaciones: pasta base de cocaína (diferente de la «pasta de coca», en venta libre y legal en todo el mundo, que no es más que la hoja de coca inofensiva mezclada con ceniza o cal y que contiene un porcentaje inferior al 0,8 % del alcaloide cocaína), hidrocloruro de cocaína y alcaloide de cocaína; cada uno presenta diferentes niveles de potencia e intoxicación, debido a los variados niveles de pureza.
Una de las formas más comunes para su uso y consumo es el crack, que es un alcaloide de la cocaína que se extrae de una sal en polvo mezclándola con bicarbonato sódico y secándola en pequeñas piedras. El crack difiere de otras formas de cocaína por ser fácilmente vaporizable y cuando se inhala sus efectos son muy rápidos. El vocablo crack, surge en la calle y se refiere al sonido crujiente que se oye al fumar esta mezcla.
Se necesita una gran variedad de productos químicos para su producción, según la forma en que se requiera su extracción o se puede usar esta lista como a escala para llegar a su forma más pura y refinada:

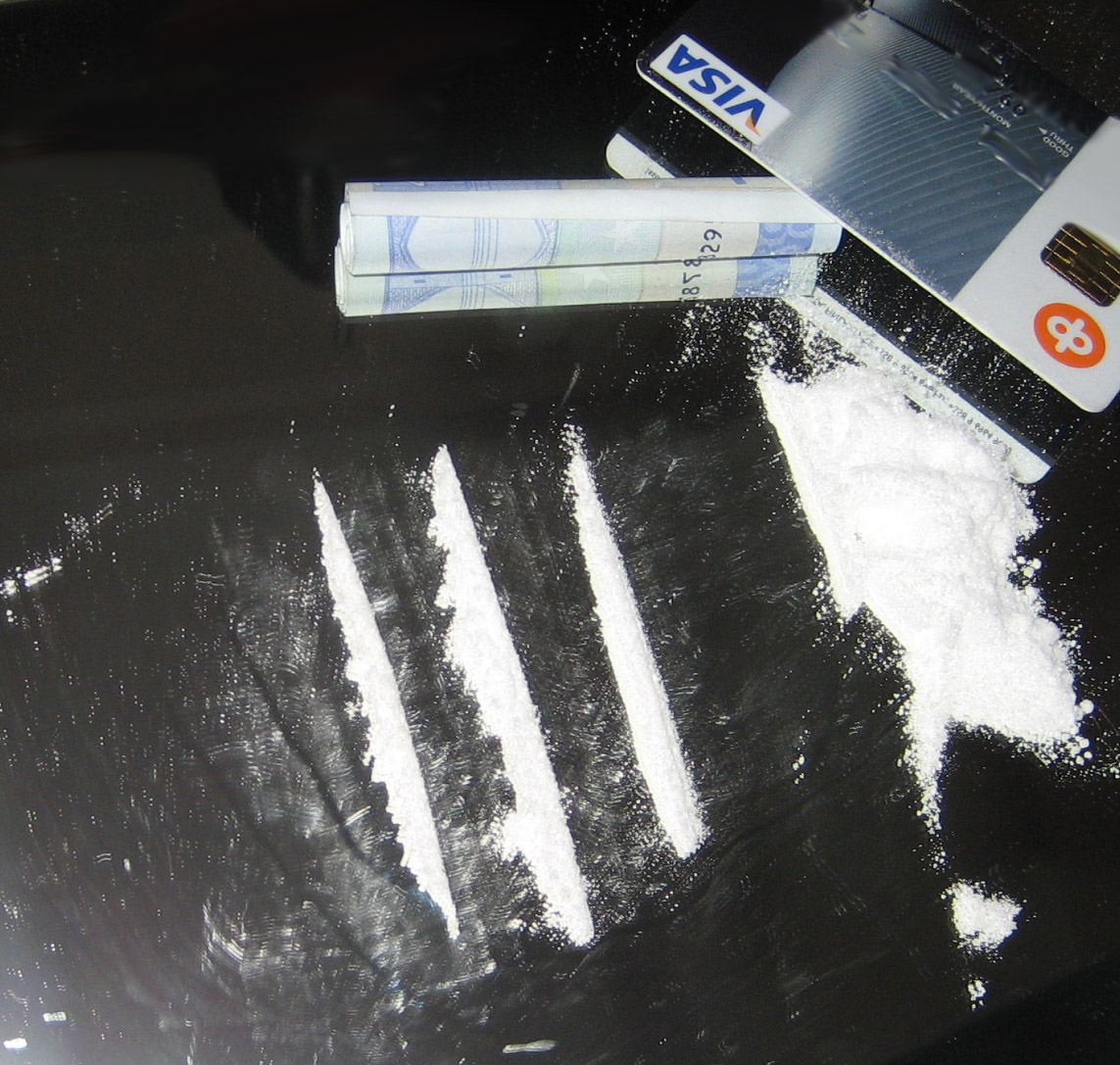
Líneas de cocaína listas para su insuflación (lo que en el lenguaje coloquial se conoce como «esnifar» o «jalar») como droga recreativa.

a) Producción de pasta base de cocaína: queroseno, gasolina u otros disolventes orgánicos parecidos; álcalis, por ejemplo, carbonatos de sodio, potasio o calcio, hidróxido de sodio u óxido de calcio; ácidos, por ejemplo: el sulfúrico.
b) Producción de cocaína base: oxidantes, por ejemplo: permanganato de potasio o peróxido de hidrógeno; ácido sulfúrico; álcalis, por ejemplo: solución acuosa de amoniaco.
c) Producción de clorhidrato de cocaína: solventes orgánicos, por ejemplo: éter etílico, acetona, metiletilcetona o tolueno; ácido clorhídrico.
Para la preparación de la pasta base de cocaína, se procede a la alcalinización de la hoja de coca, secado, extracción con solvente orgánico (queroseno), precipitación con ácido fuerte (ácido sulfúrico), disolución del residuo en agua y precipitación última con álcalis.
La cocaína es una base débil que atraviesa rápidamente las membranas corporales (incluidas las placentarias y las hematoencefálicas). La absorción, los picos plasmáticos, la biodisponibildad y las concentraciones alcanzadas tras el consumo dependen de la forma de presentación farmacológica y de la vía utilizada. La inhalación nasal del clorhidrato de cocaína, por ejemplo, produce efectos en pocos minutos (con un pico a los 20-30 minutos) que desaparecen completamente a los 60 minutos (aunque pueden permanecer más si el efecto vasoconstrictor de la mucosa lentifica la absorción). Por vía intranasal la biodisponibilidad de la cocaína nunca supera el 40 %. Las formas fumadas son más rápidas de acción (llegan a actuar en segundos), menos duraderas (por ello predisponen más al consumo compulsivo) y tienen una biodisponibilidad más irregular. La vía intravenosa es también muy rápida y proporciona una biodisponibilidad completa de la cocaína inyectada (100 %). La distribución de la cocaína es muy amplia y alcanza todo el organismo.

## Historia
Los primeros arbustos de coca fueron llevados en 1750 de Sudamérica hacia Europa. En 1855 se alcanzó por primera vez el aislamiento del alcaloide por Friedrich Gaedcke. Gaedcke lo nombró al alcaloide como eritroxilina, y publicó una descripción en la revista Archiv der Pharmazie. Tres o cuatro años más tarde, Albert Niemann hizo lo mismo y le puso cocaína, nombre que lleva hasta ahora.
En 1868 el médico peruano Tomás Moreno y Maiz publicó una tesis de doctorado en la Universidad de París titulada Recherches Chimiques et Physiologiques sur l’Érythroxylon coca du Pérou et la cocaine sobre la coca, la cocaína y sus efectos en lo que se considera como el primer estudio hecho sobre la cocaína en la historia. En ellos concluyó que la droga aumenta la resistencia a la fatiga; estimula física y mentalmente, brinda bienestar general, controla los efectos del alcohol. Asimismo se demostró experimentalmente el efecto como anestésico local de la cocaína. En 1898 se logró la explicación de la constitución y en 1902 la síntesis por Richard Willstätter. Desde 1879 se empleó la cocaína para tratar la dependencia en morfina. Hacia 1884 se empezó a usar como anestésico en clínicas en Alemania. Aproximadamente al mismo tiempo Sigmund Freud escribió sobre sus efectos en su obra Über Coca («sobre la coca»):

El efecto psicológico de la Cocainum mur en dosis de 0,05 a 0,10 g consiste en la excitación y la euforia retenida, la que no se diferencia mucho de la euforia de las personas sanas. Falta totalmente el sentimiento de alteración que acompaña a la excitación por alcohol, también falta el efecto característico inmediato del alcohol de ansiedad. Se tiene la sensación de incremento del autocontrol, se siente gran vigor y de capacidad de trabajo. Pero si se trabaja se extraña la excelente y elegante excitación e incremento de las fuerzas intelectuales por alcohol, té o café. Se es simplemente normal y se tiene pronto el esfuerzo de creer que se está bajo el efecto de algo.

### Cronología de la relación de Sigmund Freud y la cocaína
En 1858, la expedición de la fragata Novara da la vuelta al mundo y a su regreso lleva hojas de coca a Europa. Mantegazza en 1859 ensalza las virtudes de la coca. Al año siguiente Albert Niemann describe la operación que permite aislar un alcaloide de la coca, y lo bautiza con el nombre de cocaína. Tres años después, Schroff da cuenta del efecto insensibilizador de la cocaína en la lengua.
En 1880, la cocaína es incluida en la lista oficial de drogas de la farmacopea de los Estados Unidos. Ese mismo año Von Anrep informa sobre la acción de la cocaína en los animales. Bentley y Palmer informan acerca del tratamiento del hábito de la morfina por medio de la cocaína en la Detroit Therapeutic Gazette.
Tres años más tarde Theodor Aschenbrandt cuenta sus experimentos en la aplicación de la cocaína a los soldados. Freud lee su artículo.
En abril de 1884, Freud escribe a su prometida: "ahora juego con un proyecto". Ha leído los informes norteamericanos y ha quedado impresionado por el artículo de Aschenbrandt. Poco tiempo después (el 30 de abril) Freud ingiere cocaína por primera vez. En mayo Freud empieza a tratar con cocaína a su amigo Ernst von Fleischl-Marxow, adicto a la morfina. El 19 de junio Freud escribe a su prometida para decirle: "ayer noche terminé 'Über Coca'", primer artículo de Freud sobre la cocaína. Ese mismo año Carl Koller, colega de Freud, prueba la cocaína en el ojo de las ranas y en el ojo humano, y descubre la anestesia local. El 15 de septiembre Joseph Brettauer lee el artículo de Koller en el que se describe la anestesia local ante la Sociedad de Oftalmología de Heidelberg. En octubre Koller y Königstein presentan artículos sobre la anestesia local ante la Sociedad de Medicina de Viena. Los meses de noviembre y diciembre, Freud experimenta en sí mismo la cocaína.
En diciembre de 1884 se publica una versión resumida del artículo de Freud, con el título de On Coca [Sobre la coca], en el St. Louis Medical and Surgical Journal. el 6 del mismo mes, Hall y William Halsted informan que la inyección de cocaína en un nervio deja bloqueada la transmisión de las sensaciones, provocando así una anestesia local. Ya en 31 de enero de 1885, aparece el artículo experimental de Freud "Contribución al conocimiento de los efectos de la cocaína". Al mes siguiente se publica una reimpresión en separata del artículo de Freud "Über Coca", con algunas adiciones respecto a la primera versión. En marzo Freud da conferencias ante las sociedades Fisiológica y Psiquiátrica. La conferencia se publicará el mes de agosto. En abril, Freud valora la cocaína de Parke. El 6 de ese mismo mes, Königstein opera al padre de Freud anestesiado por medio de la cocaína. Koller es testigo presencial de la operación. Ese año (1885) Fleischl, que toma cantidades cada vez mayores de cocaína, sufre una psicosis tóxica con visión de "chinches de la cocaína" que avanzan a rastras y Louis Lewin ataca las opiniones de Freud, que había afirmado que la cocaína no hacía ningún daño, y se opone a su utilización para el tratamiento de los adictos a la morfina. A. Erlenmeyer se suma también a los ataques contra la cocaína, a la que califica de «el tercer azote de la humanidad». En julio, Freud publica «Notas sobre el ansia de cocaína y el miedo a la cocaína». En este texto da algunos pasos atrás en relación con su anterior actitud respecto al carácter inofensivo de la cocaína.
Tres años más tarde (1888) se publica El signo de los cuatro, de Arthur Conan Doyle, donde su personaje principal, Sherlock Holmes, se inyecta cocaína por vía intravenosa. En 1895, Freud es usuario habitual de cocaína y sueña en la inyección de Irma. Mientras es usuario, en 1889 publica en alemán su obra La interpretación de los sueños.

### Coca-Cola
En julio de 1886, el farmacéutico John Stith Pemberton de Columbus, Georgia, inventó la bebida original de Coca-Cola basada en la hoja de coca (Erythroxylum coca) y la nuez de cola (Cola acuminata), para ofrecerse en venta en farmacias como una bebida propiedades medicinales. El contador de Pemberton, Frank Robinson, sugirió el nombre y el logotipo. Para el nombre de la nueva bebida propuso que se combinasen los nombre de sus dos principales ingredientes: hojas de coca y nueces de cola (Coca-Cola). Para el logotipo pensó en usar las dos C en mayúsculas y también decidió escribir el nombre en caligrafía Spencerian. La Coca-Cola contenía 9 miligramos de cocaína por vaso, pero en 1903 se eliminó.
Aún hoy en día Coca-Cola contiene extractos no-alcaloides de hojas de coca, que son producidos por la Compañía Stepan de Chicago, Illinois; las hojas de coca (115 toneladas anuales aproximadamente) son adquiridas legalmente con permiso del Departamento de Justicia de los Estados Unidos a través de ENACO en Perú.
En 1961, la Convención Única sobre Estupefacientes consagró el uso como saborizante de la hoja de coca, previamente descocainizada, en refrescos. En la actualidad es Stepan Chemicals la única compañía en el mundo que ostenta la patente y la autorización para dicha descocainización, lo que permite a la compañía Coca Cola detentar el monopolio de la hoja de coca a nivel mundial.
La Compañía Stepan exporta el jarabe concentrado de los saborizantes de la hoja de coca a más de 150 países alrededor del mundo; la cocaína extraída es vendida exclusivamente a la empresa Mallinckrodt que la purifica y luego vende a hospitales y clínicas para ser utilizada como anestésico local y usado por especialistas en el tratamiento de ojos, oídos, nariz y garganta.

### Uso legal
El uso de cocaína en Europa fue amplio y legal en el primer tercio del siglo XX. La peligrosidad de la sustancia fue reconocida lentamente. En 1884 se introdujo por primera vez en terapias de oftalmología. El empleo de cocaína, de acuerdo con la ley de prescripción de sustancias anestésicas de Alemania, está permitido aún hoy en día.

## Permanencia en el organismo
Es una droga fuerte y su permanencia en el cuerpo puede variar. Por estudios comprobados en los laboratorios muestran que la cocaína en consumo moderado dura hasta 72 horas y en consumo crónico de 2 a 4 meses.

## Efectos y usos medicinales

La cocaína fue la segunda droga que presentó mayores efectos negativos entre las 20 drogas de abuso más usuales, solo superada por la heroína, en este estudio publicado en la revista The Lancet, en 2007.

La cocaína aumenta el riesgo de sufrir trombosis, derrame cerebral e infarto de miocardio, acelera la arterioesclerosis y provoca paranoia transitoria en la mayoría de los adictos. El uso continuo mediante la aspiración nasal de la cocaína (esnifar) puede producir congestión nasal, ulceración de la membrana mucosa, hasta incluso perforación del tabique nasal. Si bien la cocaína produce mayor excitación sexual, también puede provocar impotencia sexual o disfunción eréctil. La cocaína puede producir complicaciones cardiovasculares en las arterias del corazón y del cerebro, lo que puede provocar infarto del corazón.
La cocaína es un anestésico local, pero debido a la alta peligrosidad de adicción y la marcada toxicidad no se emplea. La cocaína sirve como sustancia para muchos anestésicos locales, como por ejemplo: lidocaína, benzocaína y escandicaína.
Cuando se emplea la vía intranasal el inicio de la acción es a los dos minutos (cinco a diez minutos cuando se emplea la vía intravenosa) y el efecto máximo ocurre entre quince y veinte minutos, hasta un máximo de una hora. Cuando la administración es oral el índice de absorción es bajo y la duración de la acción es prolongada.

### Acción farmacológica
La cocaína tiene las siguientes acciones farmacológicas generales:
- Amina simpaticomimética indirecta de tipo I.
- Anestesia local por bloqueo de la transmisión nerviosa.
- Estímulo del sistema nervioso central.
- Anorexia e inhibición del sueño por acciones sobre el hipotálamo, sistema reticular ascendente y cerebelo.

Como consecuencia de estas acciones farmacológicas la cocaína tiene unos efectos clínicos que pueden resumirse como sigue:
- Vasoconstricción periférica, taquicardia, incremento de la contractilidad cardiaca, hipertensión, midriasis, temblor y sudoración, todo ello por acción sobre los receptores alfa y beta-adrenérgicos.
- Incremento de la temperatura por incremento de la actividad física, vasoconstricción y alteración directa del centro hipotalámico de control térmico.
- Estímulo potente del SNC por acción dopaminérgica. Este efecto varía según la dosis, la vía, el ambiente y las expectativas del consumidor. Con dosis bajas se produce incremento del tono vital y de la energía, disminución del apetito, insomnio, aumento del rendimiento intelectual y físico, hiperactividad motora, verbal e ideatoria, disminución de la fatigabilidad e incremento de los placeres en alerta. Tras un consumo moderado los consumidores no adictos experimentan habitualmente un periodo de cansancio y, en ocasiones, disforia y deseo de tomar cocaína que dura horas. Con dosis más altas y/o en personas predispuestas pueden aparecer alteraciones de la capacidad crítica y discriminativa, ilusiones y/o alucinaciones auditivas, táctiles y visuales, esterotipias, bruxismo y convulsiones.

### Efectos psicológicos
La acción estimulante de la cocaína deriva principalmente de su capacidad para inhibir la recaptación de los neurotransmisores norepinefrina, serotonina y, sobre todo, dopamina en las sinapsis del SNC. La hipótesis dopaminérgica de la recompensa cocaínica está basada en la afinidad de la cocaína por el transportador de dopamina, pero la acción sobre este neurotransmisor no explica todos los efectos clínicos de la cocaína. La activación serotonérgica, norepinefrinérgica, gabérgica, glutamatérgica, histaminérgica acetilcolinérgica y feniletilaminérgica están también implicadas, aunque los detalles de las mismas son menos conocidos. Junto a los efectos psicológicos sobre el ánimo, la cognición, los instintos y la conciencia, la liberación de neurotransmisores producida por la cocaína proporciona también disminución del umbral convulsivo, temblor, cambios en la activación eléctrica, emesis, hiperpirexia, taquicardia, hipertensión, diaforesis, retraso en la eliminación urinaria y fecal, contracciones musculares y enrojecimiento facial. Además, el consumo repetido de cocaína produce tolerancia y puede producir dependencia.

### Neurobiología y la cocaína

En esta encuesta de 2011 realizada entre 292 expertos clínicos de Escocia, la cocaína se colocó en el cuarto puesto de peligrosidad (daño físico y social) de entre las 19 drogas recreativas más utilizadas. Difiere del estudio de The Lancet de años atrás en parte debido a las distintas sustancias estudiadas.

En las dos últimas décadas se ha ampliado extraordinariamente el conocimiento de las bases neurobiológicas de la cocainomanía. Desde el punto de vista neuroquímico, la acción más importante de la cocaína es el bloqueo del transportador de dopamina o lugar de la membrana sináptica encargado de retirar el neurotransmisor de la sinapsis. El bloqueo de este trasportador produce un aumento de la concentración sináptica de dopamina y de la transmisión dopaminérgica, directamente asociado a la experiencia de la euforia cocaínica. Las vías dopaminérgicas en las que actúa la cocaína dan soporte neural en los animales a experiencias placenteras o «reforzantes» básicas como son la ingesta alimentaria y la conducta sexual. Estudios recientes de autoadministración de cocaína en animales como las moscas de la fruta) los gusanos planaria, los peces y los cangrejos de mar sugieren que la activación dopaminérgica de las vías de acción y de sensibilización de la cocaína forman parte de un logro neural conservado a lo largo del camino evolutivo que existe entre dichos animales, los vertebrados superiores y el hombre. Las vías dopaminérgicas dan soporte a funciones y a conductas esenciales para la conservación y reproducción de los animales. Finalmente, de acuerdo con un estudio en ratones realizado por un equipo de investigadores de la Unidad de Neurofarmacología de la Universitat Pompeu Fabra de Barcelona y del Instituto de Neurobiología Ramón y Cajal del Consejo Superior de Investigaciones Científicas (CSIC), en Madrid, conjuntamente con investigadores de la Universidad Libre de Bruselas (ULB) la cocaína produce una disminución en las dendritas y una menor densidad de espinas (estructuras que forman las conexiones) de las células piramidales, que se encuentran en la corteza cerebral. Las células piramidales son básicas en la plasticidad cerebral («…adaptación que experimenta el sistema nervioso ante cambios en su medio externo e interno, además puede reflejar la adaptación funcional del cerebro para minimizar los efectos de las lesiones estructurales y funcionales»).
Es así que al tener cambios en la estructura de las células cerebrales también se pueden tener alteraciones en las funciones propias del lenguaje o la lógica y abstracción. Si bien, estos aún son supuestos, pues es necesario realizar más estudios para sustentar dicha información, no debemos dejar de lado el que esta es una de las drogas más adictivas, por lo cual la continua exposición a las sustancias nocivas de ésta pueden ocasionar graves daños en el sistema nervioso.
La cocaína activa dichas vías de un modo intenso y anómalo y da lugar a un placer distorsionado muy apetitivo, fuera del rango de las experiencias reforzantes naturales (comida, sexo, etc.). Una vez experimentados los efectos de la cocaína por el animal, el deseo de volverla a consumir puede dispararse por estímulos visuales, olfativos o auditivos previamente asociados a los efectos de la cocaína, que bloquean la atención del individuo sobre ellos de un modo que puede llegar a ser más intenso que el que dirige la atención del animal hambriento, sediento o con deseo sexual a la comida, la bebida o el objeto sexual respectivamente. El riesgo deletéreo para los animales de la libre disposición de cocaína se ha observado en numerosos experimentos de autoadministración en los que la cocaína llega a ser preferida a la comida y al apareamiento y les conduce, con frecuencia, al deterioro biológico y a la muerte.

## Potencial de adicción y otros peligros
La cocainomanía, o dependencia de la cocaína, es un trastorno neurológico que se caracteriza por síntomas de abstinencia al dejar de consumir sustancias que contienen el alcaloide cocaína, como el clorhidrato de cocaína, el crack o la pasta básica. También suele coincidir con la adicción a la cocaína, que es un trastorno biopsicosocial caracterizado por el uso persistente de clorhidrato de cocaína y/o crack a pesar del daño sustancial y las consecuencias adversas. El Manual diagnóstico y estadístico de los trastornos mentales (5ª ed., abreviado DSM-5), clasifica el consumo problemático de cocaína como un "trastorno por consumo de estimulantes". La Clasificación internacional de enfermedades (11.ª rev., abreviada CIE-11), incluye la "Dependencia de la cocaína" como una clasificación (diagnóstico) bajo "Trastornos debido al uso de la cocaína".
El uso de la cocaína crea euforia y altas cantidades de energía. Si se toma en grandes dosis, es posible que cause cambios de humor, paranoia, insomnio, psicosis, presión arterial alta, frecuencia cardíaca acelerada, ataques de pánico, convulsiones que son extremadamente difíciles de controlar, deterioro cognitivo y cambios drásticos en la personalidad. La sobredosis de cocaína puede provocar daños cardiovasculares y cerebrales, como: estado epiléptico, constricción de los vasos sanguíneos del cerebro, que provoca accidentes cerebrovasculares y constricción de las arterias del corazón; causando ataques al corazón.

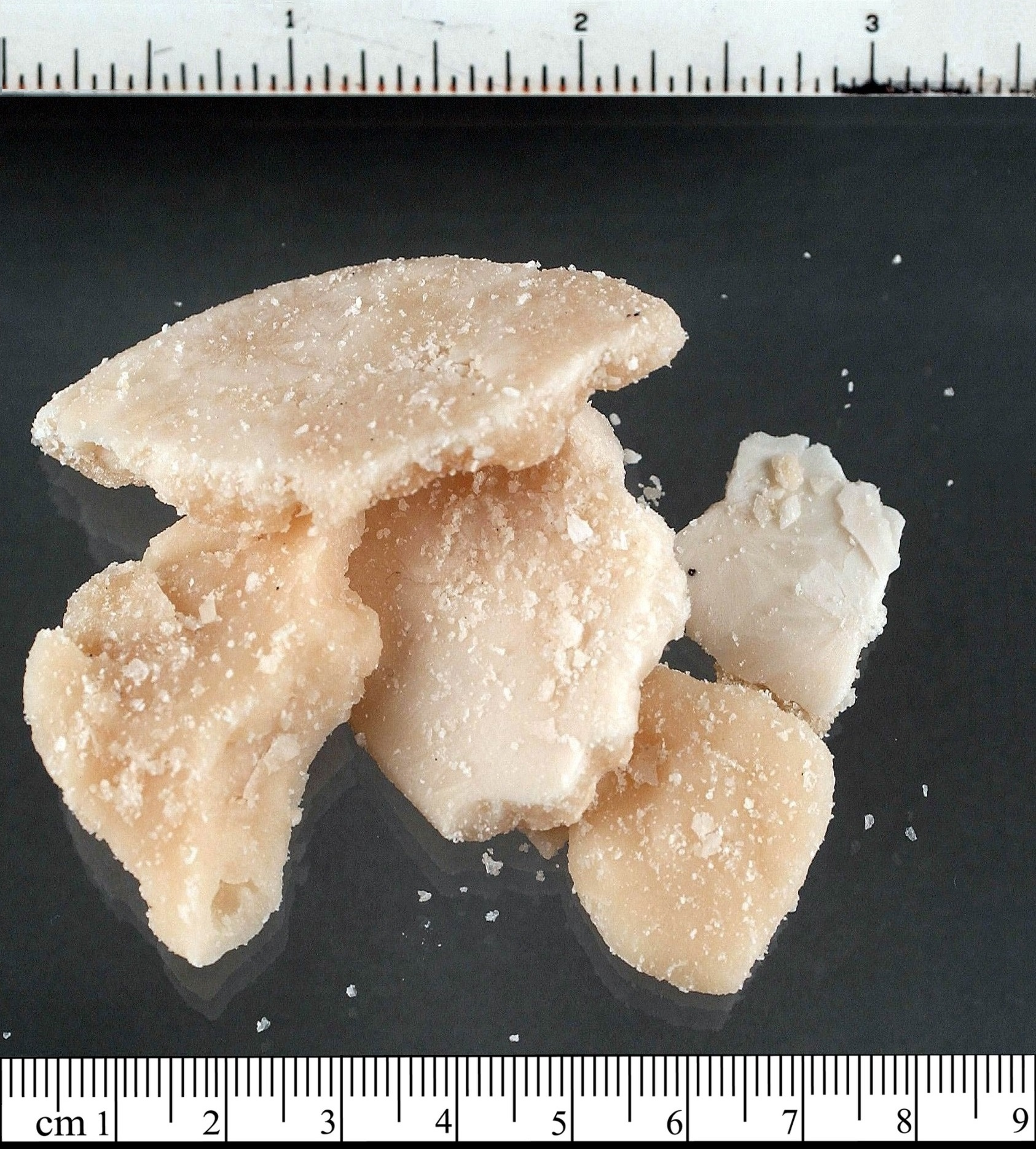
Crack.

El consumo regular de cocaína puede conducir a una rápida dependencia psicológica (adicción), pero no a una dependencia física, entendiéndose como una necesidad emocional intensa por el uso repetitivo de la droga. Un efecto específico aquí es (remarcado cuando se fuma cocaína base crack) la «codicia episódica»: aun en consumidores inexpertos el efecto de la droga puede conducir a la ansiedad extrema de consumir más, cuando el efecto disminuye. En el caso extremo la dinámica del consumo (llamado binges en inglés: episodios de períodos cortos de tiempo en que ocurre el consumo) puede tener como consecuencia que dure algunas horas o días. Un caso especial del consumo de cocaína de larga duración es la aparición de la llamada locura dermatozoica, en la que el consumidor está convencido de que los insectos se mueven debajo de su propia piel. Además con la dependencia de cocaína se tiene a menudo un deterioro de la conciencia del adicto –en el contexto sobre el efecto del aumento de la autoestima, en conjunto con la dinámica de consumo, hace desvanecer la conciencia social (por ello la cocaína es denominada a veces como «ego-droga»).
La Terapia Familiar Funcional (TFF) es una intervención a corto plazo que utiliza manuales para su implementación. Este tipo de intervenciones se realiza en entornos ambulatorios, y tiene como objetivo modificar las interacciones entre los miembros familiares para mejorar el comportamiento de los jóvenes. Se ha planteado la interrogante de cuál es la efectividad de estas terapias como tratamiento para el consumo de cocaína en el caso de los jóvenes.
Una revisión sistemática de dos estudios, ambos realizados en Estados Unidos, de los cuales solo uno proporcionó resultados relacionados con el consumo de drogas entre los jóvenes de 11 a 21 años, demostró que la intervención logró una reducción a corto plazo (cuatro meses) del consumo de cannabis, efecto que desaparece en el largo plazo. Debido a la escasez de evidencia acerca de la efectividad de estas terapias, resulta imposible extraer conclusiones rigurosas y, por lo tanto, estas terapias deben ser empleadas con cautela cuando se dirigen al consumo juvenil de drogas.

## Riesgos para la salud

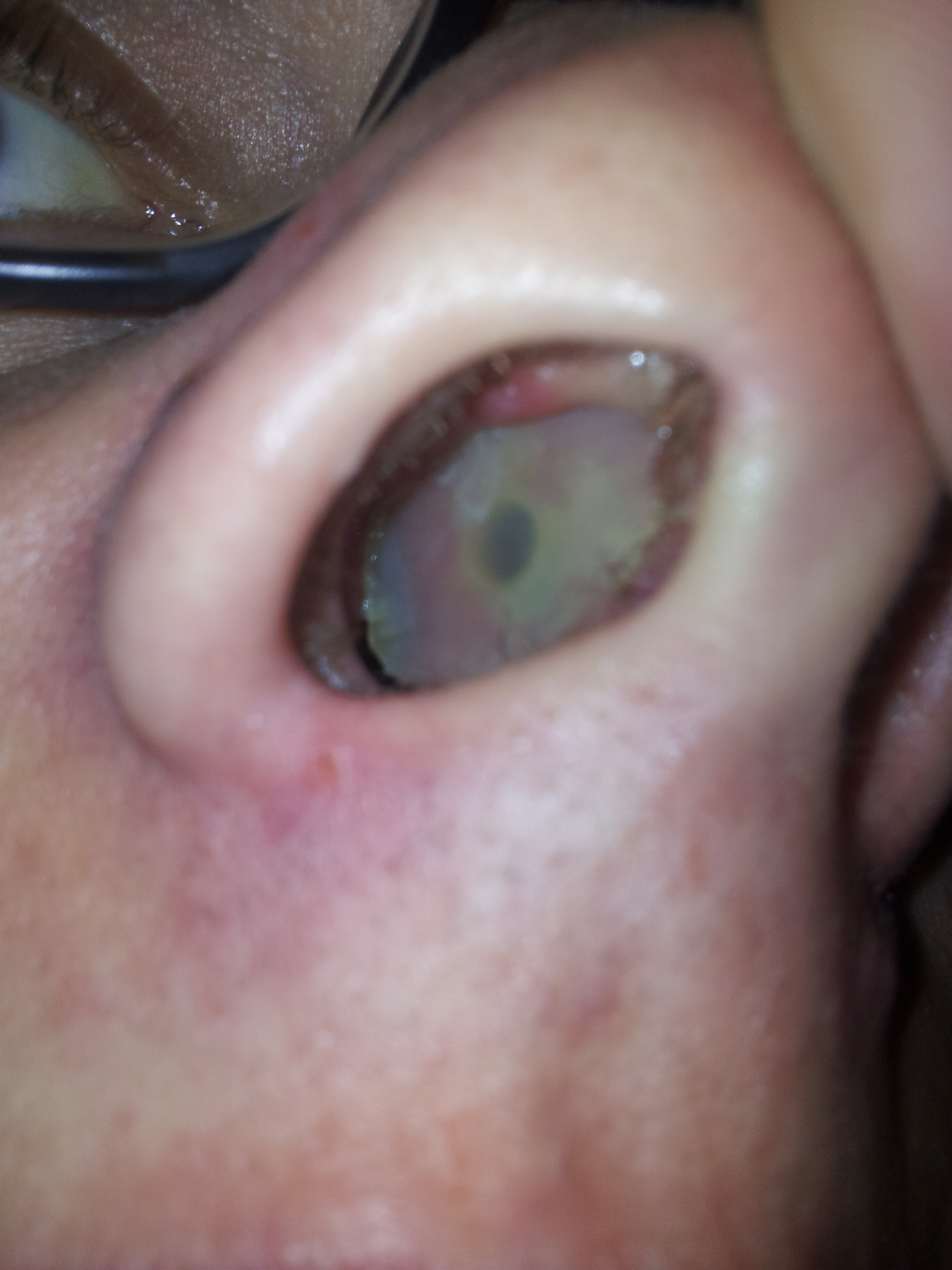
Daños en la nariz de un hombre a causa de inhalar cocaína.

El riesgo de morir por sobredosis de cocaína es aproximadamente 20 veces menor que para los consumidores de heroína. En Alemania menos del 2 % de los muertos por drogas mueren por una sobredosis de cocaína. El riesgo de morir por una intoxicación de mezcla es sensiblemente mayor. Cerca del 6 % de los muertos debido a drogas en Alemania se deben a una intoxicación de mezcla. El consumo simultáneo de cocaína y alcohol genera un metabolito denominado cocaetileno que tiene efecto tóxico sobre el corazón y aumenta considerablemente el riesgo de muerte súbita.
La cocaína puede producir psicosis cocaínica, síndrome de conducta que guarda gran parecido con la esquizofrenia paranoide, con la que a veces se ha confundido.
La cocaína actúa en el cerebro modificando los circuitos responsables de la gratificación y del placer. Su consumo continuado reduce la capacidad de los consumidores de experimentar placer de forma natural (a través del sexo, la comida, ...) y les hace menos sensibles a las gratificaciones y emociones. Esa es la razón por la que la cocaína resulta tan adictiva.

## Pureza de la cocaína
La cocaína que se encuentra en el mercado ilegal de drogas raramente es pura. De acuerdo con el Informe de la Oficina Federal de Investigación Criminal de Alemania de 2003 se diluye en las categorías más bajas, que se encuentran en promedio por clorhidrato de cocaína del 85 % en muestras de un kilogramo de peso y en muestras del gramo a un kilogramo en el orden del 60 %. En muestras menores a un gramo se tiene alrededor de 35 % de clorhidrato de cocaína. El promedio de grado de pureza contenido en muestras de cocaína base en muestras del orden de un kilogramo es de 85 % (porcentaje de clorhidrato de cocaína) y sorprendentemente se ha mantenido en los últimos 10 años prácticamente estable. Sin embargo, en muestras del orden de un gramo a un kilogramo se ha reducido en un 10 % el contenido de grado de pureza, mientras que las menores a un gramo se ha reducido en un 20 %.

## Tráfico ilegal de cocaína
Las características adictivas de la cocaína y la imposibilidad del adicto para prescindir de ella, además de los vacíos legales a nivel mundial, han producido un mercado creciente de esta droga. Sumado a la Mafia y la Mafiya. La Conferencia de La Habana de 1946 fue un encuentro histórico: los líderes de la Mafia estadounidense y de la Cosa Nostra en La Habana, Cuba. Supuestamente organizada por Charles «Lucky» Luciano, la Conferencia fue para discutir políticas de la Mafia, reglas, e intereses comerciales. A la Conferencia de La Habana asistieron representaciones de las familias mafiosas de todo Estados Unidos. La Conferencia fue llevada a cabo durante la semana del 22 de diciembre de 1946 en el Hotel Nacional. La Conferencia de La Habana es considerada como la cumbre más importante desde la Conferencia de Atlantic City de 1929. Las decisiones tomadas en La Habana resonarían en las familias durante bastantes años en el ámbito del tráfico ilegal de droga. Los países que producen las mayores cantidades de cocaína ilegal se encuentran en América del Sur. Destacan en particular Bolivia, Colombia y Perú. México es el mayor comercializador y EE. UU. el mayor consumidor.

## Usos tradicionales de la hoja de coca

### Acullico
El acullico, chacchado, akulliku, acuyico (del quechua akullikuy), chusqua, acusi, pijcho, pikchar, picchar, picchear, o coquear es una práctica y hábito social, ritual y medicinal, en la que un pequeño bolo de hojas de coca es colocado en la boca entre mejilla y mandíbula, este se masca en ciertas zonas de Sudamérica como en Bolivia, Perú, Argentina y Chile y los resguardos indígenas de Ecuador y Colombia, para evitar o disminuir los efectos del apunamiento causado por la falta de oxígeno en la atmósfera a grandes altitudes, disminuir los efectos de la fatiga, el hambre y la indigestión.

### Mambe
El mambe o ypadú (en huitoto: jíibie) es un polvo que se obtiene de tostar, moler y cernir las hojas de coca amazónica (Erythroxylum coca var. ipadu) (en uitoto: jibína) mezclándolas generalmente con cenizas de las hojas del árbol Cecropia (llamado cetico, embaúba, yarumo; pudiendo ser Cecropia peltata o Cecropia sciadophylla, entre otras especies) como aditivo alcalino. Es elaborado por pueblos tradicionales como los Uitoto y Tukano en la cuenca amazónica, en el territorio alrededor de las fronteras de Brasil, Colombia y Perú en donde se le llama mambe en la cuenca del río Putumayo e ypadú en la cuenca del río Vaupés.